# ارمیاس چندخال‌چشمی
ارمیاس چندخال‌چشمی یا تیزروی چند خال‌چشمی (نام علمی: Eremias multiocellata)، گونه ای از مارمولک است که در مغولستان، چین، قزاقستان، قرقیزستان و روسیه یافت می‌شود.